# Stebin Ben
Stebin Ben, nacido en Bhopal, es un cantante y artista de la India. Inició su carrera musical interpretando versiones de canciones populares como "Mera Dil Bhi Kitna Pagal Hai" (de Venus Music), "Bheegi Bheegi Raaton Mein", "Yeh Jo Halka Halka Suroor Hai" y "Chupana Bhi Nahi Aata". Su debut en la reproducción vocal fue en la serie web hindi de 2017, "Clase de 2017", donde también prestó su voz para "Kaisi Yeh Yaariaan". Ganó reconocimiento por su versión de "Yeh Jo Halka Halka Suroor Hai", junto a Niti Taylor, la cual acumuló más de 6 millones de reproducciones en YouTube.
En 2019, Stebin Ben hizo su debut en la interpretación vocal para películas con la canción "Humein Bharat Kehte Hain" de la película "Hotel Mumbai". Luego, en 2020, interpretó "Ishq Di Feeling" para la película "Shimla Mirchi", que fue compuesta por Meet Bros.
Su más reciente canción, "Ishq Ka Asar", lanzada en 2023, cuenta con la composición de Zain-Sam y Raees, con letras escritas por Vishu Srivastava.

## Premios y reconocimientos
En septiembre de 2018, Stebin Ben fue galardonado como el Mejor Artista de Bollywood del año en los India Nightlife Awards 2018. También se destacó como ganador del concurso de canto The Stage de T-Series StageWorks en 2016. Además, en octubre de 2014, obtuvo el premio a la mejor interpretación en el Project Aloft Star India de MTV Asia (temporada 1).

## Carrera

### Películas
| Año  | Título                   | Canción                                  | Compositor                    | Co-cantante                     | Letrista                   | Idioma  |
| ---- | ------------------------ | ---------------------------------------- | ----------------------------- | ------------------------------- | -------------------------- | ------- |
| 2018 | Race 3                   | "Selfish"                                | Vishal Mishra                 |                                 | Salman Khan                | Hindi   |
| 2019 | Hotel Mumbai             | "Humein Bharat Kehte Hain"               | Sunny and Inder Bawra         |                                 |                            | Hindi   |
| 2020 | Shimla Mirchi            | "Ishq Di Feeling"                        | Meet Bros Anjjan              | Meet Bros Anjjan                | Kumaar                     | Hindi   |
| 2021 | Sanak                    | "O Yaara Dil Lagana"                     | Chirantan Bhatt               | Deeksha Toor                    | Sameer, Manoj Yadav        | Hindi   |
| 2022 | <i id="mwAl8">Jersey</i> | "Baliye Re"                              | Sachet–Parampara              | Sachet Tandon, Parampara Tandon | Shellee                    | Hindi   |
| 2022 | Nikamma                  | "Nasha Ishq Ka"                          | Vipin Patwa                   | Neha Karode                     | Kumaar                     | Hindi   |
| 2022 | Judaa Hoke Bhi           | "Judaa Hoke Bhi"                         | Puneet Dixit                  |                                 | Shweta Bothra              | Hindi   |
| 2022 | Judaa Hoke Bhi           | "Mera Naseeb Ho"                         | Amjad-Nadeem Amir, Chote Baba |                                 | Shakeel Azmi               | Hindi   |
| 2022 | Raksha Bandhan           | "Raksha Bandhan - Title Track (Reprise)" | Himesh Reshammiya             | Shreya Ghoshal                  | Irshad Kamil               | Hindi   |
| 2022 | Toke Chhara Banchbo Na   | "Title Track"                            |                               |                                 |                            | Bengali |
| 2023 | Selfiee                  | "Deewaane"                               | Tanishk Bagchi, Aditya Yadav  | Altamash Faridi, Aditya Yadav   | Kunaal Verma, Aditya Yadav | Hindi   |
| 2023 | Mission Raniganj         | "Jeteenge (Reprise)"                     | Arko Pravo Mukherjee          | Arko Pravo Mukherjee            | Kumar Vishwas              | Hindi   |

## Serie de televisión/web
| Año  | Nombre de la serie de TV/Web | Producción           |
| ---- | ---------------------------- | -------------------- |
| 2017 | Clase de 2017                | ALTBalaji            |
| 2017 | Kaisi Yeh Yaariaan           | BBC en todo el mundo |